# White Honey
White Honey was een Nederlandse rock/new wave-band die bestond van 1978 tot 1980. De belangrijkste leden waren Hanneke Kappen, alias Sybille Cook, (zang) en Erwin Java (gitaar).
De band ontstond in Groningen toen Kappen en Java zich bij Derk Joling, Robbie Elzenga en Wessel Babtist voegden. Drummer Babtist werd al snel vervangen door Peter Walrecht.
In november 1979 werd de lp Some Kinda Woman uitgebracht, en de van dat album afkomstige single Nothing Going On In The City, maar nog diezelfde maand verliet Kappen vlak voor een optreden plotseling de band. Als opvolgster werd in eerste instantie Angela Groothuizen van Howling Hurricane benaderd. Kappen werd uiteindelijk opgevolgd door Gina de Bruin, die de single opnieuw inzong.
In 1980 ging de band uit elkaar. Erwin Java vertrok naar Wild Romance, de begeleidingsband van Herman Brood, waar hij Dany Lademacher opvolgde. Robbie Elzenga speelde later bij Mark Foggo.

## Trivia
- White Honey werkte mee aan de film Cha Cha (1979), maar de beelden werden niet gebruikt.[1]
- Nothing Going On in the City werd in 1981 gecoverd door de Amerikaanse heavy metal-band The Rods.